# Titanoderma pustulatum
Titanoderma pustulatum är en rödalgsart som först beskrevs av J.V. Lamouroux, och fick sitt nu gällande namn av Nägeli. I den svenska databasen Dyntaxa är detta taxon uppdelat i flera:
- Titanoderma pustulatum[2]
- Titanoderma litorale[3]

Titanoderma pustulatum ingår i släktet Titanoderma och familjen Corallinaceae. Arten är reproducerande i Sverige. En underart finns: T. p. confine.